# José Mendes Cabeçadas
José Mendes Cabeçadas Júnior (19. srpna 1883 Loulé – 11. června 1965 Lisabon) byl portugalský voják, námořník a politik. Podílel se na revoluci 5. října 1910, která svrhla monarchii a nastolila první portugalskou republiku (vedl vzpouru na palubě lodi Adamastor) i na státním převratu 28. května 1926, který existenci první republiky ukončil a nastolil autoritářský režim zvaný Ditadura Nacional. Poté od 31. května 1926 do 16. června 1926, tedy pouhých sedmnáct dní, působil jako prezident Portugalska a předseda vlády. Krom toho zastával v přelomovém roce 1926 řadu dalších vládních funkcí: ministr vnitra, ministr obchodu a spojů, ministr financí, ministr spravedlnosti, ministr námořnictva, ministr zemědělství, ministr kolonií, ministr školství, ministr zahraničních věcí, ministr války. Z všech funkcí byl ale rychle vytlačen ostatními vzbouřenci (Gomes da Costa, Óscar Carmona), kterým se nelíbilo, že je málo radikálním. Mendes Cabeçadas se totiž domníval, že je možné nastolit režim, která by vyloženě neporušoval ústavu z roku 1911, jen by odstavil od moci Demokratickou stranu. Ostatní armádní vzbouřenci ale usilovali o jednoznačnou diktaturu. Mendes Cabeçadas se později připojil k opozici vůči novému režimu i salazarovskému režimu Estado Novo. Zapojil se do několika vojenských pokusů ho svrhnout (1946, 1947). Byl zatčen, ale nakonec byl jen donucen k odchodu do důchodu. Oponoval diktatuře až do své smrti. Jeho pohřeb, kterého se účastnila řada opozičních osobností, byl pečlivě sledován tajnou policií. Jeho kariéra v armádě: praporčík (1903), praporčík (1908), podporučík (1910), poručík (1910), kapitán fregaty (1917), námořní kapitán (1925), kontradmirál (1930) a viceadmirál (1937).